# Филиппины на летних Олимпийских играх 2004
Филиппины принимали участие в Летних Олимпийских играх 2004 года в Афинах (Греция) в восемнадцатый раз за свою историю, но не завоевали ни одной медали. Сборную страны представляло 16 спортсменов, в том числе 4 женщины.

## Состав олимпийской сборной Филиппин

### Плавание
Спортсменов — 2
В следующий раунд на каждой дистанции проходили лучшие спортсмены по времени, независимо от места занятого в своём заплыве.
Мужчины
| Спортсмен      | Соревнование        | Предварительные заплывы | Предварительные заплывы | Полуфиналы | Полуфиналы | Финал     | Финал     |
| Спортсмен      | Соревнование        | Результат               | Место                   | Результат  | Место      | Результат | Место     |
| -------------- | ------------------- | ----------------------- | ----------------------- | ---------- | ---------- | --------- | --------- |
| Мигель Мендоса | 400 м вольный стиль | 4:01,99                 | 36                      |            |            | Не прошёл | Не прошёл |
| Мигель Молина  | 400 м комплекс      | 4:33,25                 | 34                      |            |            | Не прошёл | Не прошёл |